# میکلوش هلوپ
میکلوش هلوپ (انگلیسی: Miklós Holop; ۲ فوریهٔ ۱۹۲۵ – ۱۲ نوامبر ۲۰۱۷) بازیکن واترپلو اهل مجارستان بود.